# Канеп, Эдуард
Давид-Эдуард Ка́неп (эст. David-Eduard Kanep [Kannep]; в Русской армии — Эдуард Иванович Ка́нэп [Канеп], также Янович-Канэп; 5 [17] сентября 1878 или 1879 — 13 мая 1969) — офицер Русской императорской армии, участник Белого движения, полковник Эстонской армии. Кавалер ордена Святого Георгия 4-й степени.

## Биография
Давид-Эдуард Каннеп родился 5 [17] сентября 1879 года в семье дерптского купца Яана (Яна Юрьевича) Каннепа (2.01.1839 — 17.06.1885) и Лены Яновны (урождённой Салем; 20.10.1840 — 19.07.1896). С 1886 по 1890 год обучался в Дерптском городском училище, далее до 1898 года — в Юрьевской частной гимназии Гуго Треффнера. Прошёл поверочное испытание при Псковском кадетском корпусе.
22 июня 1899 года зачислен на военную службу рядовым на правах вольноопределяющегося 1-го разряда в 49-й пехотный Брестский полк. 21 апреля 1900 года окончил курс полковой учебной команды и 16 июня произведён в младшие унтер-офицеры. 14 августа 1900 года командирован и после сдачи экзаменов 28 августа зачислен юнкером в Чугуевское пехотное юнкерское училище. После окончания училища 1 сентября 1902 года произведён в подпрапорщики с переводом в 41-й пехотный Селенгинский полк.
9 декабря 1902 года произведён в подпоручики, со старшинством с 1 сентября 1902 года, с переводом в 42-й пехотный Якутский полк. 22 сентября 1904 года назначен адъютантом 3-го батальона. Одновременно с 15 декабря 1904 года по 24 августа 1905 года являлся командующим 7-й ротой, и с 19 июня по 25 октября 1905 года — заведующим полковой охотничьей командой. 30 июля 1906 года сдал должность адъютанта. 10 октября 1906 года произведён в поручики, со старшинством с 1 сентября того же года.
23 декабря 1906 года зачислен в запас армейской пехоты по Новоград-Волынскому уезду. 16 июня 1907 года определён обратно на службу с зачислением в 18-й пехотный Вологодский полк; старшинство в чине поручика установлено с 7 марта 1907 года. 26 июня 1909 года назначен адъютантом 4-го батальона. 22 августа того же года назначен полковым адъютантом.
15 ноября 1911 года произведён в штабс-капитаны, со старшинством с 17 марта того же года. 22 марта 1913 года отчислен от должности полкового адъютанта и командирован в штаб 5-й пехотной дивизии для ознакомления с обязанностями старшего адъютанта по строевой части. 10 октября 1913 года вступил в исправление должности старшего адъютанта штаба 5-й пехотной дивизии (оставаясь в списках своего полка). В дальнейшем неоднократно назначался временно исправлять должность начальника штаба этой дивизии.
С началом Первой мировой войны воевал в Галиции. 13 августа 1914 года отличился в бою у деревни Жукова, за что в дальнейшем был награждён орденом Святого Георгия 4-й степени:
За то, что в бою 13 авг. 1914 г. у дер. Жукова, в Галиции, в чине штабс-капитана и. д. старшего адъютанта штаба 5 пехотной дивизии, несмотря на сильный артиллерийский и ружейный огонь противника, когда связь между частями была порвана, пренебрегая опасностью для жизни, неоднократно доставлял на линию огня распоряжения и приказания начальника дивизии, нередко появляясь верхом в цепях, ориентировал, проявляя собственную инициативу, в обстановке боя не только полковых, батальонных и ротных командиров, но и начальника особого боевого участка, чем много способствовал решительному успеху наших войск.
20 августа под Львовом получил ранение. С октября 1914 года командовал 6-й ротой, а с мая 1915 года — 2-м батальоном своего полка. 10 августа 1915 года под Островом вновь ранен.
26 ноября 1915 года произведён в капитаны, со старшинством с 17 марта 1915 года. 20 июня 1916 года у станции Барановичи ранен в третий раз. С августа 1916 года — исправляющий должность помощника командира полка. 4 ноября 1916 года «за отличия в делах против неприятеля» произведён в подполковники, со старшинством с 20 июня того же года.
В мае 1917 года откомандирован в распоряжение начальника Генерального штаба, а в июле назначен исправлять должность начальника 2-й Одесской школы подготовки прапорщиков пехоты. В октябре 1917 года произведён в полковники. В феврале 1918 года состоял в ликвидационной комиссии одесских военных училищ.
Был арестован большевиками, но в марте 1919 года бежал в Польшу. 5 мая в Варшаве поступил в распоряжение британской военной миссии. В конце мая прибыл в Ригу, где вступил в отряд светлейшего князя Ливена, в июне — июле командовал 1-м батальоном отряда и являлся начальником Либавского гарнизона после эвакуации германских войск. С отрядом Ливена поступил в состав Северо-Западной армии, где был назначен представителем армии при союзнической военной миссии Хьюберта Гофа. В августе — декабре в качестве представителя армии совершил поездки в Хельсинки, Лондон, Варшаву, Ковно.
В декабре 1920 года в Ковно заболел тифом, для излечения уехал в Далмацию.
После выздоровления, в июне 1921 года приехал в Эстонию. 23 сентября зачислен на службу в Эстонскую армию с чином подполковника (эст. alampolkovnik, с ноября 1922 года — kolonel-leitnant) и назначен начальником инспекторского отделения Распорядительного управления Военного штаба. С июня 1922 года — помощник начальника Распорядительного управления. В ноябре 1923 года произведён в полковники (колонели, эст. kolonel), со старшинством с 20 июня 1917 года, но в 1924 году старшинство изменено на 7 апреля 1921 года.
В марте 1924 года назначен временным членом Военного окружного суда. С ноября 1926 года — представитель военного министерства при Генеральной комиссии Народной армии, с февраля 1927 года — председатель этой комиссии. 1 июня 1929 года назначен начальником 4-го отделения штаба Сил обороны Эстонии. 1 мая 1932 года уволен в отставку.
До лета 1944 года проживал в Таллине. При приближении Красной армии к Таллину, 28 августа 1944 года покинул Эстонию и перебрался в Швецию, где получил статус беженца (при этом в документах изменил год рождения на 1882). До сентября 1945 года содержался в лагере беженцев Вястероси (швед. Västeråsi), после чего до августа 1948 года работал архивистом в Стокгольмском музее армии. С августа 1948 года проживал в доме престарелых в Экебюхольме (швед. Ekebyholm), где и умер 13 мая 1969 года. Похоронен на кладбище Римбо (швед. Rimbo).

## Награды
За годы службы полковник Канеп удостоен многочисленных наград:
Российская империя
- Орден Святого Станислава III степени (Высочайший приказ 31 марта 1911 года, со старшинством с 6 декабря 1910 года)
- Орден Святой Анны III степени (Высочайший приказ 8 апреля 1914 года, со старшинством с 6 декабря 1913 года)
- Орден Святого Станислава II степени с мечами (Высочайший приказ 3 января 1915 года, со старшинством с 18 декабря 1914 года)
- Орден Святой Анны II степени с мечами (Высочайший приказ 29 января 1915 года)
- Орден Святого Владимира IV степени с мечами и бантом (Высочайший приказ 27 февраля 1915 года)
- Мечи и бант к ордену Святого Станислава III степени (Высочайший приказ 12 сентября 1915 года)
- Мечи и бант к ордену Святой Анны III степени (приказ по 3-й армии; утверждено Высочайшим приказом 9 декабря 1915 года)
- Орден Святой Анны IV степени с надписью «За храбрость» (приказ по 3-й армии; утверждено Высочайшим приказом 6 марта 1916 года)
- Высочайшая благодарность (1916)
- Орден Святого Георгия IV степени (дополнение к приказу армии и флоту 5 августа 1917 года)

Другие государства
- Белый крест Союза обороны III степени (Эстония)
- Военный орден Лачплесиса III степени (Латвия, LKOK nr.3/1534 21 января 1923 года)
- Орден Трёх звёзд III степени (Латвия, 1929)
- Орден Короны Румынии III степени с мечами (Румыния)
- Орден Короны Румынии IV степени (Румыния)
- Военный крест (Великобритания)
- Памятный знак Освободительной войны Латвии
- Медаль «В память 10-летия Освободительной войны Латвийской Республики»

## Семья
Эдуард Канеп 14 октября 1907 года женился на Ангелине Владимировне Шумило-Денбновецкой (род. 1889). В 1914 году брак был расторгнут. У них родились дочери Ирина (род. 11 декабря 1909) и Раиса (31 октября 1910 — 2005).
Ангелина Владимировна Канеп с дочерьми жила в Житомире, в 1920 году вышла замуж за композитора Виктора Ивановича Косенко (1896—1938). С 1929 года жила в Киеве. После смерти мужа организовала Мемориальный кабинет-музей Виктора Косенко.
Раиса Канеп окончила Волынский институт народного образования, работала учителем, журналистом. В 1931 году вышла замуж за Константина Михайловича Кудрицкого, их дочь умерла в раннем детстве (1934). Хранительница и директор Мемориального кабинета-музея Виктора Косенко.
Ирина Канеп в 1924 году приехала к отцу в Эстонию, в 1929 году окончила Таллинскую городскую русскую гимназию. В 1941 году выслана из Таллина в РСФСР, находилась на принудительных работах. После войны в Кирове, преподавала в музыкальном училище. С 1954 года жила в Киеве. Первый муж — NN Писарев; второй муж — художник Василий Николаевич Батюшков (1894—1981). Приёмный сын — Павел Батюшков (ур. Вахман; 18.04.1924, Таллин — 30.04.2009, Киев).

## Комментарии
1. ↑  В официальных источниках Русской императорской армии (высочайшие приказы, списки по старшинству, послужные списки) встречаются различные варианты написания: Эдуард Иванович Канэп, Эдуард-Давид Иванович Канэп, Давид Иванович Канэп; до 1906 года фамилия в приказах писалась через «е» — Канеп.
2. ↑  В официальных источниках Русской императорской армии указан 1879 год, в документах Эстонской армии изначально указанный 1879 год исправлен на 1878 год.